# Liceul Teoretic „Eugen Lovinescu” din București
Liceul Teoretic „Eugen Lovinescu” se situează în rândul liceelor reprezentative ale Mun. București, fiind considerat drept o valoroasă instituție de învățământ preuniversitar.
Este singura instituție de învățământ din București, și totodată, unul din cele trei licee din țară, unde se predă limba portugheză.

## Poziție
Adresă: Bucuresti, Str. Valea lui Mihai, nr. 6, Sector 6.
Situat în cartierul bucureștean Drumul Taberei (nume cu rezonanță istorică), Liceul Teoretic „Eugen Lovinescu” este unul dintre liceele tinere ale capitalei, acesta câștigându-și rapid o bună reputație printre unitățile de învățământ datorită corpului didactic experimentat și performantelor elevilor și absolvenților săi.

## Istoric
Preluând tradiția de seriozitate și profesionalism a Școlii Generale nr. 204 (1971 — 1990) devenită liceu (1990), prin demersurile întreprinse îndeosebi de directorul Dorul Smaranda, Liceul „Eugen Lovinescu” și-a câștigat rapid o bună reputație printre unitățile de învățământ liceal din sectorul 6.
Comasarea cu Școala Generală nr. 154, din 2000, a condus la funcționarea Liceul Teoretic „Eugen Lovinescu” cu clasele I-XII.
Activitatea instructiv-educativă se desfășoară în două imobile învecinate, construite potrivit proiectelor arhitectonice-tip din anii '70: parter + două etaje.

## Organizarea
Peste 1400 de elevi, repartizați în 55 săli de clase, au la dispoziție: laboratoare de fizică, chimie, biologie, cabinete de informatică, limbi moderne: engleză, franceză, portugheză, germană, un cabinet de asistență psihopedagogică, un cabinet medical stomatologic, precum și două biblioteci școalare: una pentru gimnaziu, cealaltă pentru liceu.
Separată de cele două clădiri, sala de sport, cu o suprafață de 400 m2, a fost renovată în anul 2002 și apoi în 2004.
Cu sprijinul Primariei sectorului 6 și al Administrației Școlilor sector 6, au fost executate reparațiile necesare, a fost împrejmuită curtea școlii cu gard metalic, în 2003. În prezent, școala este renovată și dotată cu mobilier nou în proporție de 85%.
Elevii: 12 clase - ciclu primar, 11 clase - ciclu gimnazial, 29 de clase - ciclul liceal - sunt îndrumați de 102 cadre didactice, din care 60% cu grade didactice I si II.

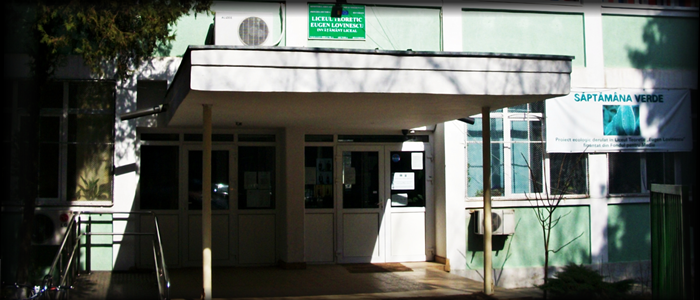
Liceul Teoretic „Eugen Lovinescu”

## Oferta instructiv-educativă

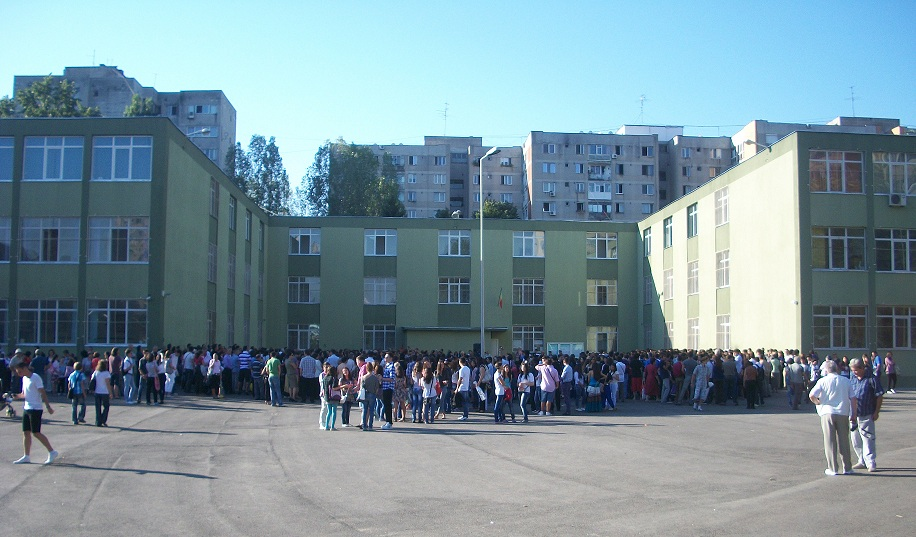
Festivitatea de deschidere a noului an școlar - „Primul Coploțel”

Pentru liceu, oferta instructiv-educativă - învătământ de zi conține următoarele specializări:
- matematică-informatică/intensiv informatică
- matematică-informatică
- filologie/intensiv engleză
- filologie/bilingv portugheză (se intră fără examen la limba portugheză)

## Cursuri optionale
CLASELE I-IV:
- LET`S PLAY IN ENGLISH
- EASY ENGLISH
- INVATAREA LIMBII GERMANE PRIN JOC DIDACTIC

CLASELE V-VIII:
- WELCOME TO BRITAIN AND USA
- WELCOME TO STORYLAND
- READING AND WRITING TARGETS
- METODA PROIECTELOR
- PRIETENUL MEU, CALCULATORUL

CLASELE IX-XII: 
- MATEMATICI PENTRU AFACERI DE SUCCES
- ETICA IN AFACERI
- SOS, PLANETE EN DAGER
- LES FRANCAIS ET LE MONDE FRANCOPHONE
- HUMAN RIGHTS
- CAMBRIDGE TESTS
- PROBLEME ALE SINTAXEI LIMBII ROMANE CONTEMPORANE
- ELEMENTE DE CULTURA SI CIVILIZATIE
- ATELIERELE CREATIEI
- PROIECTARE PAGINA WEB
- HUMAN RIGHTS
- CAMBRIDGE TESTS

CLASELE  IX- XII (pachet suplimentar pentru specializarea bilingv portugheza):
- GEOGRAFIA PORTUGALIEI
- COMUNICARE IN SITUATII CONCRETE
- ISTORIA PORTUGALIEI
- COMUNICARE  IN SITUATII CONCRETE
- CULTURA SI CIVILIZATIE
- ATELIER DE CREATIE

## Limba portugheză
Specializarea filologie-bilingv portugheză a fost introdusă în învătământul preuniversitar românesc (în doar trei licee: din București, Cluj și Constanța) în anul 1999 - a cunoscut prima promoție de absolvenți în anul 2003. Absolvenții susțin examen pentru obținerea atestatului de competență lingvistică, care le conferă șanse, oportunității pe piața muncii.

## Comenius
Liceul „Eugen Lovinescu” este partener în proiectul educațional european Comenius: "Învățământul despre Europa, descoperind planeta!" cu licee din Franța, Germania, Italia și Portugalia. Coordonatorul echipei de elevi-profesori de la acest liceu este doamna director Daniela Beuran.

## Programe si proiecte
- Comenius
- Eco Loto
- Ora de romana
- REStARTS
- Junior Achievement
- Hands on Science
- Intelligent Use of Energy in School
- Saptamana verde
- Strategia Nationala de Actiune Comunitara
- I LOVE BUCHAREST - Aventurile lui MR Urban
- Programul National Educatia pentru sanatate in scoala romaneasca
- Proiectul Copii ajuta mediul
- Proiect Patrula Eco
- Brosura ECO
- Proiect Opera Prima

## Evenimente de traditie
- Ziua liceului
- Balul absolventilor
- Ultimul clopotel

## Liceul si Microsoft
Liceul Teoretic „Eugen Lovinescu” se numară printre primele instituții de învățământ din România care fac parte din programul Live@Edu. Cu ajutorul acestui program liceul pune la dispoziția elevilor, profesorilor și absolventilor un spațiu virtual cu o capacitate de 25GB, email și multe alte facilități care au ca scop ușurarea comunicării dintre elevi, dar și dintre profesori și parinți.

## Educația și siguranța
Liceul Teoretic „Eugen Lovinescu” este o școală care oferă încredere părinților, reprezentanților comunității locale, cu responsabilitatea asumată în ceea ce privește formarea unor tineri instruiți și educați, capabili să se manifeste cu competență în viața comunității, astfel să investească profitabil în viitor, adică în educație.
Numeroase premii și mențiuni la concursurile școlare, olimpiade, răsplătesc eforturile elevilor și ale profesorilor care îi îndrumă an de an. Elevii de la Liceul Teoretic „Eugen Lovinescu” au activități extrașcolare diversificate, pe care le execută cu talent, distingându-se în competiții de nivel național: șah, dans sportiv (celebrul dansator Mihai Petre a fost elev al acestui liceu), echitație, karate, etc.